# David Torrence
Pour les articles homonymes, voir Torrence.
Cet article concerne un acteur écossais. Pour l'athlète américano-péruvien, voir David Torrence (athlétisme).
David Torrence est un acteur britannique né à Édimbourg (Écosse) le 17 janvier 1864, mort à Woodland Hills (Californie) le 26 décembre 1951.

## Filmographie partielle
- 1913 : Le Prisonnier de Zenda (The Prisoner of Zenda) de Hugh Ford et Edwin S. Porter : Michael, Duc de Strelsau
- 1921 : Les Rapaces d'Albert Capellani
- 1922 : Sherlock Holmes contre Moriarty (Sherlock Holmes) d'Albert Parker : Comte von Stalburg
- 1923 : Le Mur (The Man Next Door) de Victor Schertzinger
- 1923 : La Lumière qui s'éteint (The Light That Failed) de George Melford
- 1925 : Her Husband's Secret de Frank Lloyd
- 1925 : La Chance d'un joueur (The Wheel) de Victor Schertzinger
- 1925 : La Sorcière (The Mystic) de Tod Browning : James Bradshaw
- 1925 : La Tour des mensonges (The Tower of Lies) de Victor Sjöström : Eric
- 1926 : Tom, champion du stade (Brown of Harvard) de Jack Conway : Mr. Brown
- 1926 : Une femme aux enchères (The Auction Block) de Hobart Henley
- 1927 : Frères ennemis (Rolled Stockings) de Richard Rosson : Mr Treday
- 1927 : The World at Her Feet de Luther Reed
- 1927 : The Midnight Watch de Charles J. Hunt
- 1927 : The Mysterious Rider de John Waters
- 1928 : The Little Shepherd of Kingdom Come d'Alfred Santell
- 1929 : Disraeli d'Alfred E. Green : Lord Michael Probert
- 1929 : Hearts in Exile de Michael Curtiz : Le gouverneur
- 1929 : La Garde noire (The Black Watch) de John Ford : Field Marshal
- 1930 : L'Intruse (City Girl) de Friedrich Wilhelm Murnau : Le père de Lem
- 1930 : Raffles de George Fitzmaurice : Inspecteur McKenzie
- 1930 : Scotland Yard de William K. Howard : Capitaine Graves
- 1930 : Sur la piste glacée (River's End) de Michael Curtiz
- 1930 : The Devil to Pay! de George Fitzmaurice : Mr. Hope
- 1931 : The Bachelor Father de Robert Z. Leonard
- 1932 : Le Masque d'or (The Mask of Fu Manchu) de Charles Brabin : McLeod
- 1933 : Voltaire de John G. Adolfi : Dr. Tronchin
- 1933 : Berkeley Square, de Frank Lloyd : Lord Stanley
- 1933 : La Reine Christine (Queen Christina) de Rouben Mamoulian : L'archevêque
- 1934 : Jane Eyre de Christy Cabanne : M. Brocklehurst
- 1934 : What Every Woman Knows de Gregory La Cava
- 1934 : Mandalay de Michael Curtiz : Capitaine McAndrews
- 1934 : Charlie Chan in London d'Eugene Forde : Sir Lionel Bashford, ministre de l'Intérieur
- 1935 : Les Révoltés du Bounty (Mutiny on the Bounty) de Frank Lloyd : Lord Hood
- 1935 : Capitaine Blood (Captain Blood) de Michael Curtiz : Cahusac
- 1936 : Marie Stuart (Mary of Scotland) de John Ford : Lindsay
- 1936 : Le Médecin de campagne (The Country Doctor) de Henry King : le Gouverneur Général
- 1936 : L'Ennemie bien-aimée (Beloved Enemy) de H.C. Potter : Alroyd
- 1937 : Le Voilier maudit (Ebb Tide) de James P. Hogan : Tapena Tom
- 1939 : Stanley et Livingstone (Stanley and Livingstone) de Henry King et Otto Brower : M. Cranston
- 1939 : Les Maîtres de la mer (Rulers of the Sea) de Frank Lloyd
- 1943 : Les Rois de la blague (Jitterbugs) de Malcolm St. Clair : Mr. Miggs
- 1953 : Les Bagnards de Botany Bay (Botany Bay) de John Farrow : Gouverneur de prison